# پونا، پاکستان
پونا (به انگلیسی: Puna) یک روستا در پاکستان است که در پنجاب واقع شده‌است. پونا ۱۱۱ متر بالاتر از سطح دریا واقع شده‌است.